# 黒澤詩音
黒澤 詩音（くろさわ しおん、1993年2月11日 - ）は、日本のフリーアナウンサー。2024年4月までシー・フォルダに所属していた。

## 人物
神奈川県横浜市出身。立正大学心理学部対人社会心理学科卒業。
名前は『小さな恋のメロディ』にちなんで父が「メロディ」としようとしたものの他の家族に反対され、漢字2字を選んだもの。
高校在学時よりモデル等タレント活動を開始。『学生才能発掘バラエティ 学生HEROES!』『おやすみワイドショー 見逃しチャンネル』（以上テレビ朝日）、『ピンポーン!玲奈ちゃんねる 世界卓球 2014』『表参道MODE』（以上テレビ東京）、『笑っていいとも!』（フジテレビ）等のテレビ番組や広告のモデル等に出演。
世界遺産検定3級、公益社団法人日本心理学会 認定心理士資格所持。かながわパラスポーツコーディネーター。
趣味はスポーツ観戦（サッカー、野球、競馬、バスケットボール、テニスなど）、ヨガ、味噌造り、読書、美術館・社寺巡り、乗馬、スノーボード、ゴルフ、料理（魚を捌くこと） 。
大の宝塚ファンであり、自身のSNSではしばしば宝塚歌劇団の舞台観劇をしている様子も投稿されている。好きな女優は柚香光。
2019年4月16日 船橋競馬 9Rで、3連単1,113,550円を的中させた様子が後に『紅白うま合戦』（グリーンチャンネル）内で話題となった。
競馬場は全国15ヶ所巡っているウマジョ。
2024年4月末日でシー・フォルダから離籍したと本人のSNSで告知があった。

## 主な出演番組
現在のレギュラー番組
- より良い思考の技法（放送大学、ききて担当）
- 博物館情報・メディア論（放送大学、アシスタント担当）
- トップアスリートのメンタルに学べ（放送大学、ナレーター）
- 映像コンテンツの制作技術（放送大学、アシスタント担当）
- 楽天競馬LIVE ゆるゆるばんば

過去の主な出演番組
- 中央競馬全レース中継 土曜日午前（グリーンチャンネル、ナビゲーター - 2023年12月23日[8][9]）[10]
- とっておき@神奈川区（YouTV）リポーター
- プロ野球ニュース MC （フジテレビONE）（2020年度 水曜日、2021年度 木曜日）
- 「ダーマロジカ×元タカラジェンヌ3名による3週連続スペシャルインスタライブリレー」～ダーマロジカの魅力と元タカラジェンヌの健やかな素肌美の秘訣に迫る～ MC[11]
- 第3回紅白うま合戦〜馬券実況中継（グリーンチャンネル紅組）[12]
- 中央競馬パドック中継（グリーンチャンネル）
- プロスピA 5周年記念特番！熱いぜプロスピ[13]（パワプロ・プロスピ公式チャンネル、MC）
- 感動LIFE！Before After （とちぎテレビ、ナビゲーター）
- 感動リフォーム！Before After （とちぎテレビ、ナビゲーター）
- 高校野球ダイジェスト 2022（神奈川 CATV 8局合同制作、ナビゲーター）
- 高校野球ダイジェスト 2021（神奈川 CATV 8局合同制作、ナビゲーター）
- 高校野球ダイジェスト 2019（神奈川 CATV 8局合同制作、ナビゲーター）[14]
- 高校野球ダイジェスト 2018（神奈川 CATV 8局合同制作、ナビゲーター）[15]
- 神奈川球史 レジェンド座談会（神奈川新聞社、神奈川 CATV 8局合同制作、MC）
- 高校野球ダイジェスト 2017（神奈川 CATV 8局合同制作、ナビゲーター）
- シャキット!（チバテレ、木曜日お天気キャスター担当）[16]
- 「SACAS CIRCUIT 2016」告知CM （TBS、『オールスター感謝祭』2016秋 番組内放送 出演）
- チャージ730！（テレビ東京、チャージ！不動産部コーナー リポーター）
- マチコミ（テレビ埼玉、リポーター）
- 『より良い思考の技法（'23）～クリティカル・シンキングへの招待～』（テレビ番組）放送大学。[17]
- WIN BY ALL! MC （チバテレ）

タレント時代
- Xbox 360『ソニック フリーライダーズ』（2010年） - トレーラー出演
- avex『NEXT STAGE 〜ROAD TO 100〜』（2014年） - ジャケットモデル出演[2][信頼性要検証]。